# Omomantis tigrina
Omomantis tigrina es una especie de mantis de la familia Mantidae.

## Distribución geográfica
Se encuentra en Somalia y Tanzania.